# کالج

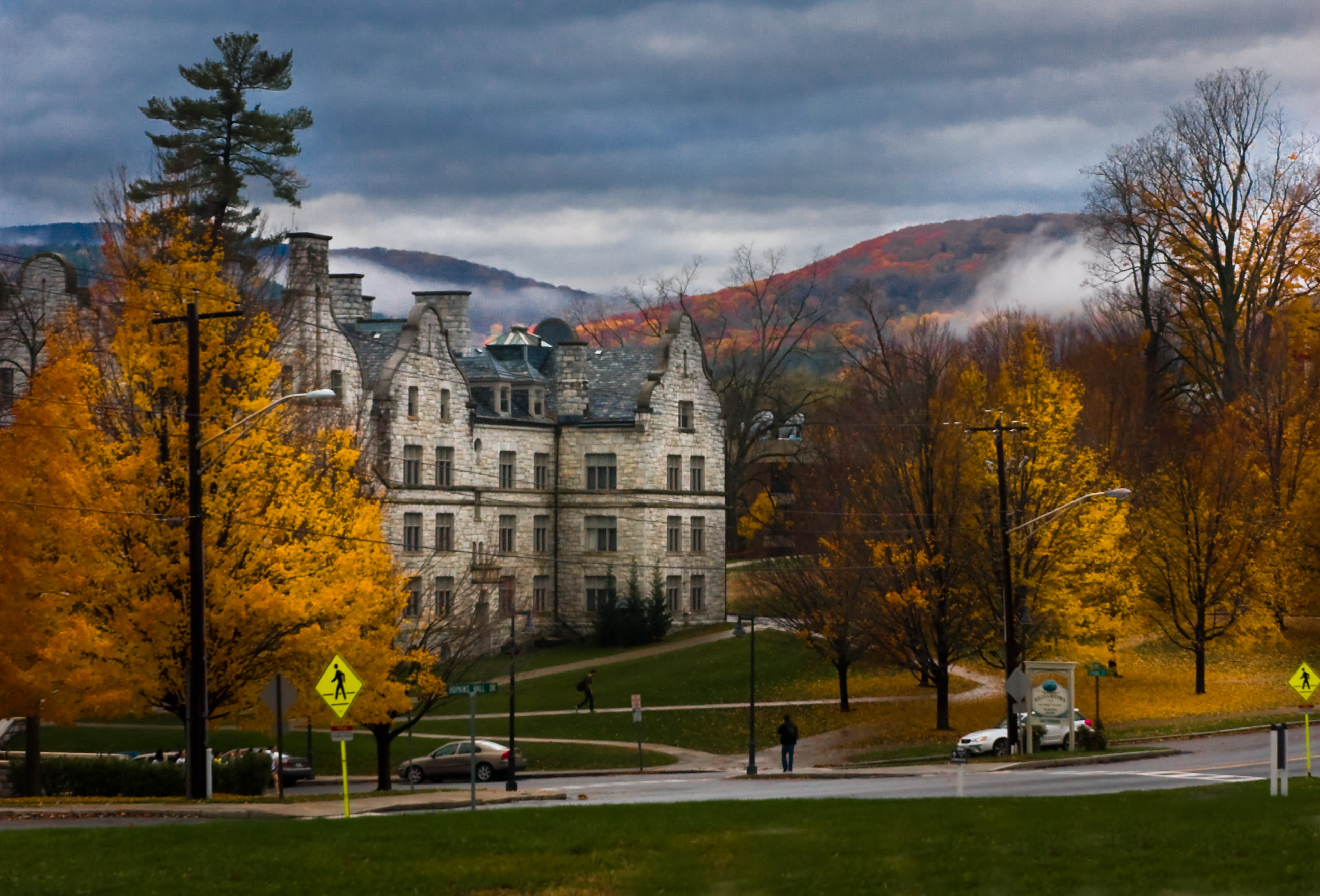
کالج ویلیامز در ویلیامزتاون، ماساچوست، ایالات متحده آمریکا، یک کالج هنرهای آزاد بسیار قدیمی در این کشور (تأسیس در ۱۷۹۳)

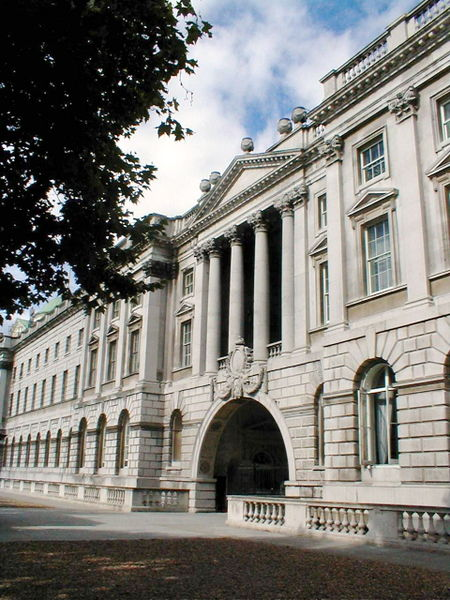
کینگز کالج لندن بنیان‌گذاشته‌شده توسط منشور سلطنتی در ۱۸۲۹، یکی از کالج‌های بنیان‌گذار دانشگاه لندن

دانشکدگان یا کالج (به انگلیسی: college) یک مؤسسه آموزشی است که معمولاً، بخشی از یک دانشگاه است. در ایران و برخی کشور های دیگر، دانشگاه های بزرگ به چند دانشکدگان و هر کدام از آن دانشکدگان به چند دانشکده تقسیم می‌شوند؛ بنابراین رابطه دانشکدگان با دانشگاه، شبیه به رابطه دانشکده با دانشگاه است و اغلب از واژه های دانشکده و دانشکدگان به جای یک دیگر استفاده می‌شود؛ اما معمولا دانشکدگان ها بزرگ تر از دانشکده ها هستند و ممکن است خودشان شامل تعدادی از دانشکده‌‌ ها باشند؛ ولی دانشکده ها نمی‌توانند شامل دانشکدگان باشد. در نهایت، کاربرد این واژه در کشورهای گوناگون با معانی متفاوتی صورت می‌گیرد. کالج ممکن است یک مؤسسهٔ سطح سوم باشد که یک مدرک آموزشی را ارائه می‌کند؛ ممکن است بخشی از یک دانشگاه کالجی (collegiate university) باشد یا آن‌که مؤسسه‌ای باشد که آموزش‌های شغلی را ارائه می‌کند. در ایالات متحده آمریکا واژهٔ کالج به یک بخش از دانشگاه گفته می‌شود اما گاهی واژه‌های دانشگاه و کالج به‌جای هم به‌کار می‌روند. در کشورهای مشترک المنافع، واژهٔ کالج به دبیرستان، مؤسسه‌های آموزش‌های تکمیلی یا بخشی از دانشگاه گفته می‌شود.